# Edmund Musgrave Barttelot
Edmund Musgrave Barttelot (28 mars 1859 – 19 juillet 1888) est un officier de l'Armée britannique né au Sussex en Angleterre. Mort durant la désastreuse expédition de secours à Emin Pasha, il a souvent été identifié comme un des modèles du personnage de Kurtz dans la nouvelle de Joseph Conrad Au cœur des ténèbres (1899).

## Biographie
Il rejoignit l'Armée (7e fusillers royaux) en 1879 et servit en Inde. Il se porta volontaire pour l'expédition de secours à Emin Pasha montée par Henry Morton Stanley. En tant que Second de Stanley, il dirigea l'arrière-garde restée dans la forêt de l'Ituri alors que Stanley avançait à marche forcée pour rejoindre Emin Pacha le plus rapidement possible.

L'historien Adam Hochschild brosse un portrait contrasté du Major Barttelot. Après avoir reçu la responsabilité de l'arrière-garde, 

« le Major Barttelot perdit rapidement la raison. Il renvoya les bagages personnels de Stanley vers l'aval. Il envoya un officier faire cinq mille kilomètres en trois mois vers la station télégraphique la plus proche pour transmettre un message sans queue ni tête en Angleterre. Il prétendit alors avoir été empoisonné, et vit des traîtres partout. Il fit donner 300 coups de fouet à un de ses porteurs (ce qui lui fut fatal). Il frappa les Africains avec une canne à bout ferré, ordonna d'enchainer des douzaines de personnes et mordit une villageoise. Il fut tué par un Africain qui tira sur lui après qu'il eut interrompu une fête traditionnelle. »

Stanley accabla Barttelot et ses officiers pour l'échec de la colonne arrière. Walter George Barttelot fit paraître le journal de son frère en 1890, y ajoutant des commentaires peu flatteurs à propos de l'attitude de Stanley.